# Antoni Bossowski
Antoni Bossowski (ur. 11 lutego 1930 w Bogumiłowicach, zm. 6 września 2019 w Warszawie) – funkcjonariusz MSW (płk.). Jeden z pomysłodawców Powszechnego Elektronicznego Systemu Ewidencji Ludności (PESEL) oraz pionierów polskiej informatyki.

## Życiorys
Był absolwentem Politechniki Warszawskiej oraz Wojskowej Akademii Technicznej. W okresie od 1 sierpnia 1962 do 31 grudnia 1965 pełnił służbę w Zarządzie Łączności MSW. W okresie 1966–1969 był zastępcą dyrektora Zakładu Techniki Specjalnej MSW a od 1969 zastępcą ds. elektronicznego przetwarzania informacji. Od 15 maja 1971 do 31 marca 1980  był dyrektorem ośrodka Informatyki MSW. Uważany jest za jednego z autorów Powszechnego Elektronicznego Systemu Ewidencji Ludności (PESEL). Oddelegowany do Grupy Operacyjnej „Wisła” MSW w Moskwie, w charakterze jej rezydenta w Mińsku (1980–1984), pełniącym swe obowiązki pod „przykryciem” zajmowania stanowiska konsula ds. kultury tamże.